# Jurský park
Jurský park, později také označovaný jako Jurský svět, je americká sci-fi mediální franšíza zaměřená na snahu o vytvoření zábavního parku s naklonovanými dinosaury. Projekt byl zahájen v roce 1990, kdy studia Universal Pictures a Amblin Entertainment zakoupila práva na připravovaný román Michaela Crichtona. Kniha byla úspěšná, stejně jako filmová adaptace Stevena Spielberga z roku 1993. Film byl v roce 2018 vybrán k uchování v americkém národním filmovém registru Kongresovou knihovnou jako „kulturně, historicky nebo esteticky významný“. Film z roku 1993 je stále považován za jeden z největších filmů 90. let.
V roce 1995 vyšlo knižní pokračování Ztracený svět, které bylo o dva roky zfilmováno. Další filmy v sérii, včetně Jurského parku 3 z roku 2001, již nejsou založeny na románech. Na motivy prvků ze vzniklé franšízy vznikla řada videoher a komiksů, v různých zábavních parcích se objevily atrakce dle populárních lokací především z prvních tří filmů. Do roku 2000 vygenerovala franšíza příjmy ve výši 5 miliard dolarů, což z ní dělá jednu z nejvýdělečnějších mediálních franšíz všech dob.
Čtvrtý film, Jurský svět, měl být původně představen už v roce 2005, několikrát byl ale odložen a nakonec byl odhalen až v červnu roku 2015. Stal se prvním filmem, který celosvětově během úvodního víkendu vydělal přes půl miliardy dolarů a po promítání v kinech vydělal přes 1,6 miliardy dolarů, stal se tak v té době historicky třetím nejvýdělečnějším filmem. Byl to také druhý nejvýdělečnější film roku 2015. Po Jurském parku je Jurský svět, pokud vezmeme v úvahu měnovou inflaci, druhým nejvýdělečnějším filmem franšízy. Po vydání tohoto filmu používá franšíza především název Jurský svět.
Pátý film, Jurský svět: Zánik říše, měl premiéru v červnu 2018. Film celosvětově vydělal přes 1,3 miliardy dolarů, potřetí tak film z franšízy překonal hranici miliardy dolarů. Jedná se o třetí nejvýdělečnější film roku 2018 a v té době 13. nejvýdělečnější film všech dob. Šestý film s názvem Jurský svět: Nadvláda měl premiéru 10. června 2022. Sedmý film, Jurský svět: znovuzrození má být uveden do kin 2. července 2025. Podle filmů z jurského světa vytvořilo Lego několik animovaných projektů, včetně minisérie vydané v roce 2019. Studia DreamWorks Animation a Netflix rovněž připravila animovanou sérii s názvem Jurassic World Camp Cretaceous, která začala vycházet 18. září 2020. Na ni navazuje seriál Jurassic World: Chaos Theory, vydávaný na Netflixu od května 2024. Jeho zatím poslední řada byla uvedena 3. dubna 2025.

## Pozadí

### InGen

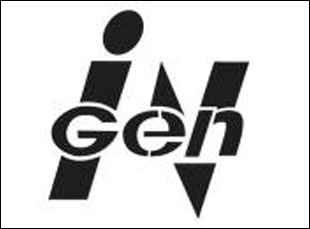
Logo společnosti InGen

International Genetic Technologies, Inc. (InGen) je fiktivní společnost se sídlem v Palo Alto v Kalifornii a jednou pobočkou v Evropě, kterou založil John Hammond. Většina výzkumu společnosti však probíhala na fiktivních ostrovech Isla Sorna a Isla Nublar, které se nachází nedaleko Kostariky. Podle filmu odhalil InGen způsob klonování dinosaurů a dalších zvířat za použití krve z komárů, kteří byli uvězněni v jantaru. V době, kdy se odehrává Jurský svět, již byla společnost odkoupena společností Masrani Global Corporation.

### Isla Nublar

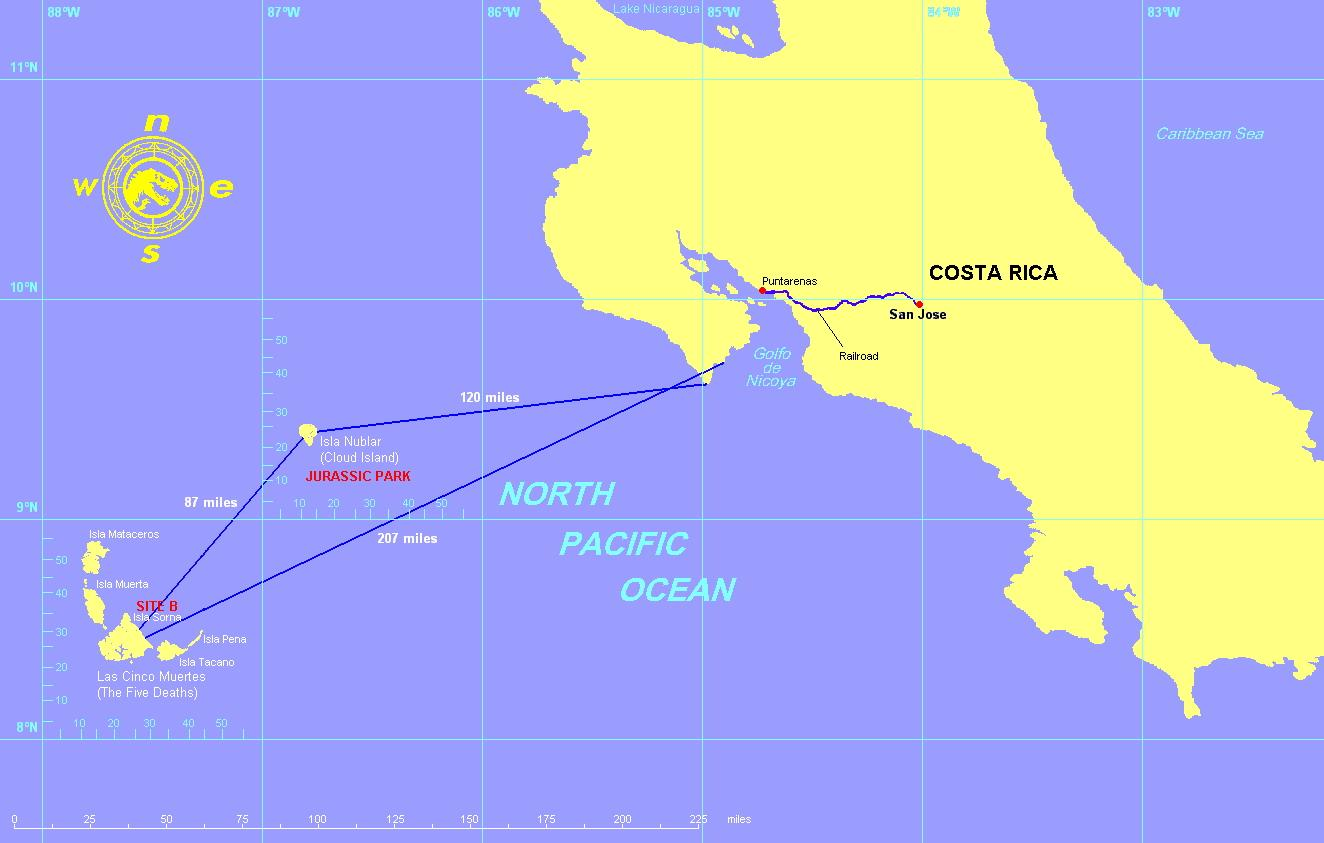
Mapa ostrovů jak jsou popsány ve filmech

Isla Nublar je fiktivní ostrov, kde se odehrával nejprve děj prvního románu a jeho filmové adaptace a následně také děj filmů Jurský svět a Jurský svět: Zánik říše. Podle románu jeho název ve španělštině znamená „Mlžný ostrov“, takto zvaný kvůli oblačným podmínkám vznikajícím z mořských proudů a sopečné činnosti. Tropický ostrov ve tvaru obrácené kapky vody o povrchu 22 mil čtverečních se nachází 120 mil západně od Kostariky a nachází se na něm sopka. V prvním románu a filmu se na Isla Nublar nachází zábavní park s dinosaury navržený společností InGen, který ale nebyl po úniku zvířat zpřístupněn pro veřejnost. V románu prohlásila kostarická vláda ostrov za nebezpečný a nechala ho vybombardovat; ve filmové sérii ostrov nadále existuje až do trilogie Jurský svět.
V Jurském světě byla myšlenka otevření parku na ostrově obnovena, společnost Masrani Global Corporation vytvořila úspěšný a fungující projekt. Na konci filmu však ostrov znovu ovládli dinosauři. V následujícím filmu ostrov zničí výbuch sopky.
Předlohou pro ostrov byl Kokosový ostrov.

### Isla Sorna
Isla Sorna (česky „Ostrov sarkasmu“), označovaný také jako Site B, je další fiktivní ostrov. Odehrává se na něm děj druhého románu, jeho filmová adaptace a také třetí film. Isla Sorna je místem, kde InGen prováděl velkou část svého výzkumu dinosaurů. Právě zde byli dinosauři vyšlechtěni před odesláním na Isla Nublar, laboratoř na druhém ostrově byla postavena pouze jako předváděcí místnost pro turisty. Isla Sorna je výrazně větší než Isla Nublar a má různá podnebí. Ostrov je součástí řetězce pěti ostrovů známého jako Las Cinco Muertes (The Five Deaths), ačkoli ostatní ostrovy v příbězích z Jurského světa nehrají žádnou roli. 
Jeho poloha je popsána odlišně v knižní předloze a filmové adaptaci. Dle knihy se nachází asi 60 km od kostarické pevniny, kdežto dle filmu se nachází 87 mil jihozápadně od Nublaru a 207 mil západně od pobřeží.
Zhruba rok po událostech v Jurském parku zasáhl ostrov hurikán Clarissa, který zničil většinu technického vybavení na ostrově. Těsně před evakuací umožnili zaměstnanci InGenu zvířatům uprchnout, aby měla větší šanci bouři přežít. Díky tomu dinosauři na ostrově během několika let založili vlastní funkční ekosystém. Na konci druhého filmu je uvedeno, že Isla Sorna byla zřízena jako biologická rezervace pro zvířata. V jakém stavu se ostrov aktuálně nachází nebylo v nejnovějších filmech zmíněno, oficiální propagační web uvádí, že ekosystém na ostrově byl zničen poté, co se na ostrově objevila nelegálně naklonovaná zvířata. Přeživší dinosauři byli přemístěni na Isla Nublar před otevřením zábavního parku, ostrov Isla Sorna tak zůstal opuštěn. To se ovšem nepotvrdilo v posledním díle Jurský svět: Nadvláda, kde bylo zmíněno, že z Isla Sorny byli převezeni 2 Tyrannosauři (mimochodem rodina z JP2) do rezervace v Dolomitech.

## Filmy
| Film                       | Datum vydání v USA | Režisér          | Scenáristé                                                    | Příběh od                                    | Producenti                                      |
| -------------------------- | ------------------ | ---------------- | ------------------------------------------------------------- | -------------------------------------------- | ----------------------------------------------- |
| Jurský park                | 11. června 1993    | Steven Spielberg | Michael Crichton a David Koepp                                | Michael Crichton a David Koepp               | Gerald R. Molen a Kathleen Kennedy              |
| Ztracený svět: Jurský park | 23. května 1997    | Steven Spielberg | David Koepp                                                   | David Koepp                                  | Gerald R. Molen a Colin Wilson                  |
| Jurský park 3              | 18. července 2001  | Joe Johnston     | Peter Buchman a Alexander Payne & Jim Taylor                  | Peter Buchman a Alexander Payne & Jim Taylor | Kathleen Kennedy a Larry J. Franco              |
| Jurský svět                | 12. června 2015    | Colin Trevorrow  | Rick Jaffa & Amanda Silver a Colin Trevorrow & Derek Connolly | Rick Jaffa a Amanda Silver                   | Frank Marshall a Patrick Crowley                |
| Jurský svět: Zánik říše    | 22. června 2018    | JA Bayona        | Derek Connolly & Colin Trevorrow                              | Derek Connolly & Colin Trevorrow             | Frank Marshall, Patrick Crowley a Belén Atienza |
| Jurský svět: Nadvláda      | 10. června 2022    | Colin Trevorrow  | Colin Trevorrow a Emily Carmichael                            | Colin Trevorrow a Derek Connolly             | Frank Marshall a Patrick Crowley                |
| Jurský svět: Znovuzrození  | 2. červenec 2025   | Gareth Edwards   | David Koepp                                                   | David Koepp                                  | Frank Marshall a Patrick Crowley                |

### Jurský park (1993)

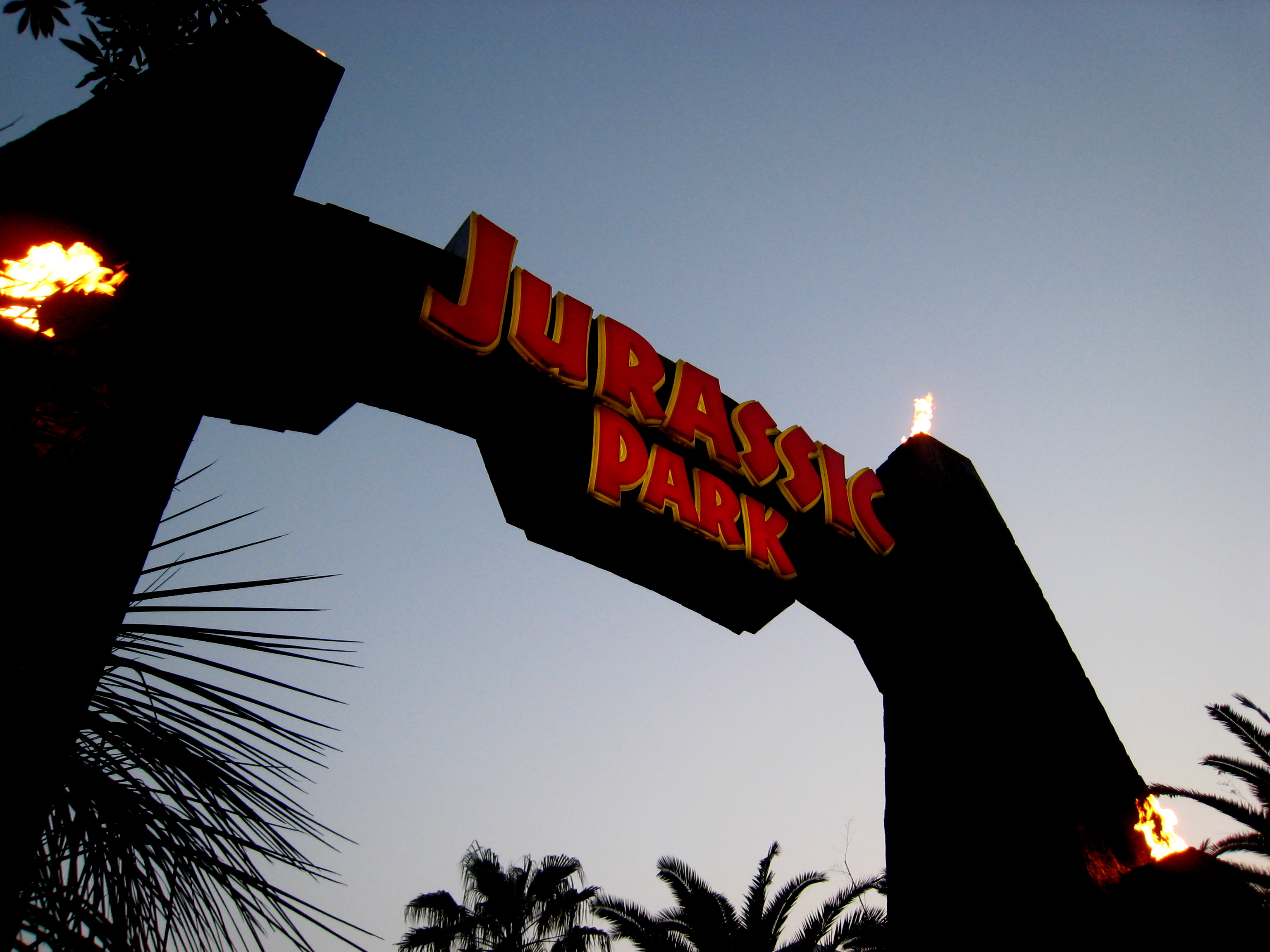
Příjezd do Jurského parku

John Hammond (Richard Attenborough) je vlastníkem Jurského parku, zábavního parku na ostrově Isla Nublar. Po incidentu s velociraptorem se Hammond rozhodne přivést na ostrov tři specialisty, kteří by se zaručili za bezpečnost na ostrově a uklidnili tak investory. Paleontolog Alan Grant (Sam Neill), paleobotanistka Ellie Sattlerová (Laura Dernová) a matematik Ian Malcolm (Jeff Goldblum) jsou překvapeni, když vidí, že hlavní atrakcí ostrovního parku jsou živí, dýchající dinosauři, vytvoření směsicí DNA a genetického klonování. Když ale hlavní programátor Dennis Nedry (Wayne Knight) odstaví park od elektrické energie, aby se nepozorovaně dostal z ostrova s ukradenými vzorky embryí dinosaurů, které hodlá prodat konkurenční společnosti, využijí dinosauři oslabeného zabezpečení a uniknou z výběhů. Ve filmu se dále objevili například Bob Peck, Martin Ferrero, B.D. Wong, Ariana Richardsová, Joseph Mazzello nebo Samuel L. Jackson.
Jurský park je považován za mezník v používání počítačem generovaných snímků a získal pozitivní recenze od kritiků, kteří chválili především efekty, i když reakce na jiné prvky, jako je vývoj postav, byly smíšené. Film vydělal celosvětově 914 milionů dolarů, čímž se stal do té doby nejúspěšnějším filmem (překonal E.T. mimozemšťana, úspěšnější byla o 4 roky později premiéraTitaniku). Jedná se o finančně nejúspěšnější film NBCUniversal a Stevena Spielberga.
Jurský park byl uveden ještě dvakrát, poprvé 23. září 2011 ve Spojeném království a podruhé 5. dubna 2013 k 20. výročí od vzniku filmu, tehdy byl převeden do 3D, což vedlo k tomu, že film překonal hranici 1 miliardy dolarů.

### Ztracený svět: Jurský park (1997)

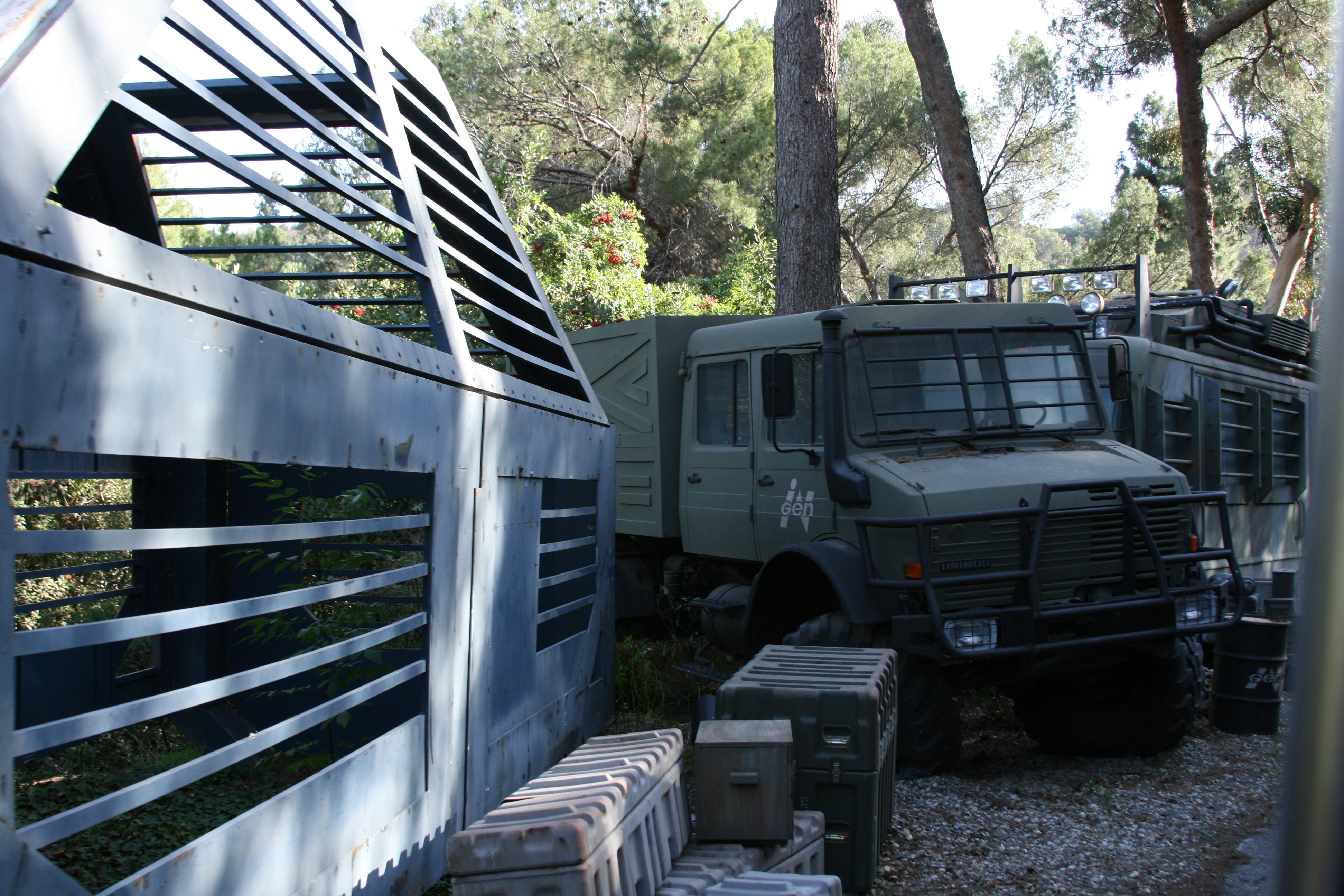
Vozidla společnosti InGen

Před vydáním románu Ztracený svět již byla filmová adaptace v přípravě, k jejímu vydání došlo v květnu 1997. Film měl komerční úspěch a lámal mnohé rekordy, recenze byly ale smíšené. Oproti knize došlo k řadě změn, například mezifiremní boj nahradily spory uvnitř společnosti InGen a pozměněn byl také charakter mnohých postav.
Když rodina na dovolené narazí na ostrově Isla Sorna na dinosaury, rozhodne se John Hammond (Richard Attenborough) povolat do akce tým pod velením Iana Malcolma (Jeff Goldblum), který má život na ostrově zdokumentovat a proměnit ho ve volnou rezervaci bez zásahu lidí. Malcolm s odjezdem souhlasí až po zjištění, že jeho přítelkyně, paleontoložka Sarah Hardingová (Julianne Moore), je již na ostrově. Zároveň ale Hammondův synovec Peter Ludlow (Arliss Howard) převzal společnost svého strýce a vede tým lovců s cílem zajmout dinosaury a odvést je do zábavního parku v San Diegu. Obě skupiny se střetnou a jsou nakonec nuceny spolupracovat, aby se dokázaly z nebezpečného ostrova dostat. Ve filmu dále hrají Pete Postlethwaite, Richard Schiff, Vince Vaughn, Vanessa Lee Chester, Peter Stormare nebo Camilla Belle.

### Jurský park 3 (2001)
Joe Johnston měl zájem režírovat pokračování Jurského parku a požádal svého přítele Stevena Spielberga, zda by se mohl projektu ujmout. Spielberg chtěl režírovat první pokračování, souhlasil ale s tím, že Johnston může být režisérem třetího filmu, pokud o něj bude zájem. Spielberg se nakonec stal výkonným producentem. Výroba byla zahájena 30. srpna 2000 natáčením v Kalifornii a na havajských ostrovech Kauai, Oahu a Molokai. Jedná se o první film z Jurského parku, který nebyl natočen podle románu. Film měl finanční úspěch, recenze byly ale opět smíšené.
Když syn manželů Kirbyových (William H. Macy a Téa Leoni) zmizí při parasailingu u Isla Sorna, najmou si manželé pod falešnou identitou Alana Granta (Sam Neill), aby jim pomohl se záchranou syna. Jelikož Grant věří, že bude jen průvodcem v bezpečí letadla, rozhodne se údajně majetným manželům vyhovět. Když ale letadlo přistane na ostrově a všechny přítomné začne pronásledovat Spinosaurus, který zničí jejich letadlo, změní se záchranná mise v pokus o přežití. Ve filmu dále hrají Alessandro Nivola, Michael Jeter, Trevor Morgan, Mark Harelik nebo Laura Dern .

### Jurský svět (2015)

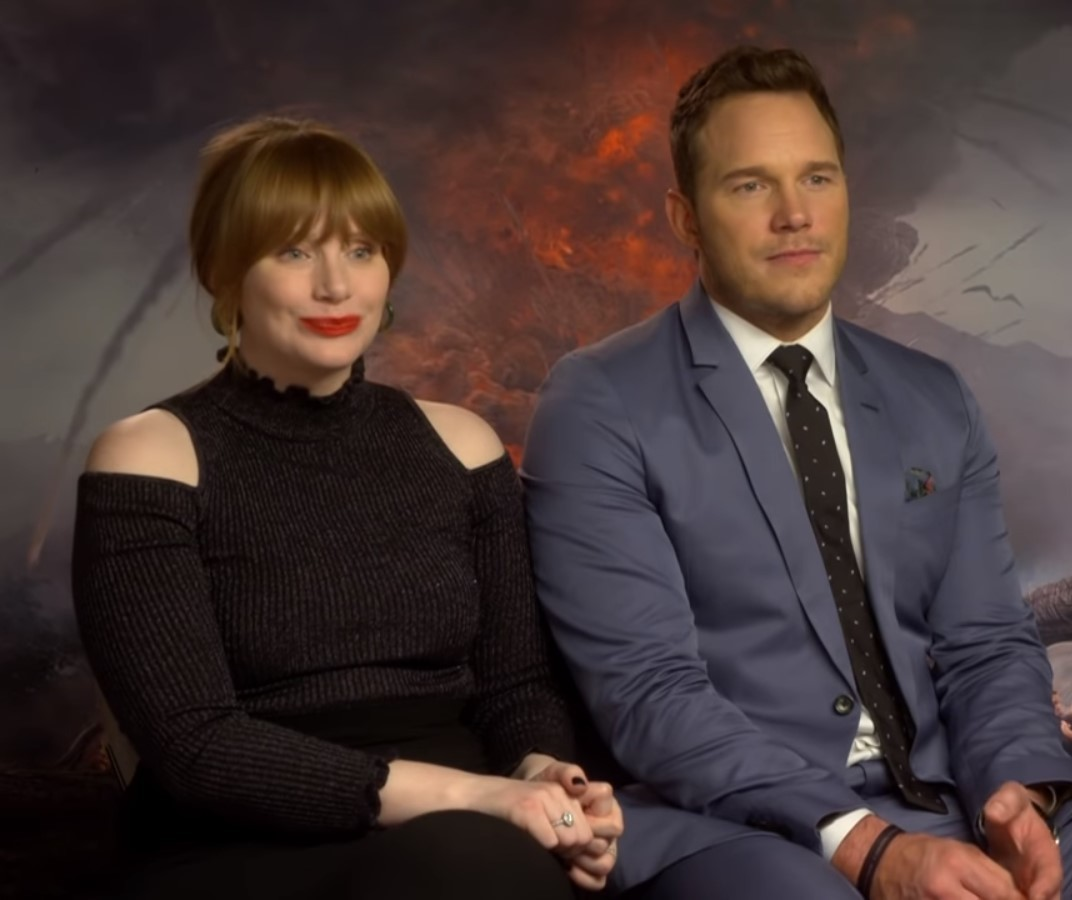
Bryce Dallas Howard a Chris Pratt, ústřední filmová dvojice

Steven Spielberg přišel s myšlenkou na pokračování už v roce 2001 během produkce Jurského parku 3. V roce 2002 byl William Monahan najat, aby napsal scénář, přičemž vydání filmu bylo naplánováno na rok 2005. Hlavní zápletkou měl být únik dinosaurů na pevninu nebo budování armády geneticky modifikovaných dinosaurů. Monahan dokončil první návrh scénáře v roce 2003. Sam Neill a Richard Attenborough byli připraveni zopakovat si své postavy  a ve filmu se měla objevit také Keira Knightley. V roce 2004 napsal John Sayles dva návrhy scénáře, jeden z nich zahrnoval vytvoření týmu dinosaurů Deinonycha, který by byl vycvičen pro použití v záchranných misích.
Oba návrhy byly shozeny ze stolu a v roce 2006 byl připravován nový scénář. Laura Dernová si měla ve filmu opět zahrát a premiéra byla naplánována na rok 2008. Další problémy či stávky ale opět přípravu filmu zkomplikovaly. Až v roce 2013 byl Colin Trevorrow oznámen jako režisér a spoluautor scénáře. Film měl premiéru 12. června 2015 a získal obecně pozitivní recenze.
Ve filmu je představen nový park, Jurský svět, postavený na pozůstatcích původního parku na Isla Nublar. Park patří Simonu Masranimu (Irrfan Khan) a jeho společnosti Masrani Corp, a objevuje se v něm Dr. Henry Wu (B.D. Wong) z prvního filmu. Mezi hlavní postavy dále patří Chris Pratt, Bryce Dallas Howardová, Jake Johnson, Vincent D'Onofrio, Lauren Lapkusová, Ty Simpkins, Nick Robinson a Omar Sy. Hlavním představitelem dinosaurů je Indominus rex, geneticky modifikovaný hybrid Tyrannosaura rexe a několika dalších druhů, včetně Velociraptora, sépie, rosničky a zmije.

### Jurský svět: Zánik říše (2018)
Pokračování Jurského světa mělo premiéru 22. června 2018. Film režíroval J.A. Bayona, scénář napsali Trevorrow a Connolly, výkonnými producenty se stali Trevorrow a Spielberg. Natáčení probíhalo od února do července 2017 ve Velké Británii a na Havaji. Ve filmu hrají Chris Pratt, Bryce Dallas Howard, Rafe Spall, Justice Smith, Daniella Pineda, James Cromwell, Toby Jones, Ted Levine, BD Wong, Isabella Sermon a Geraldine Chaplinová, krátce se objevuje také Jeff Goldblum jako Dr. Ian Malcolm.
Bývalá manažerka Jurského světa Claire Dearingová a Owen Grady se připojili k misi na záchranu dinosaurů na Isla Nublar, které ohrožuje znovu aktivní sopka. Zjistí, že skutečným cílem mise je prodej zajatých dinosaurů na černém trhu. Dinosauři jsou převezeni na panství v severní Kalifornii, kde je několik tvorů vydraženo a následně odesláno jejich novým majitelům. Hlavním bodem dražby je nicméně nový hybridní dinosaurus Indoraptor, kterému se ale podaří uniknout z klece.

### Jurský svět: Nadvláda (2022)
Film má mít premiéru 10. června 2022. Režie se chopil Trevorrow, který také připravil scénář spolu s Emily Carmichael. Trevorrow a Spielberg jsou opět výkonnými producenty. Ve filmu se opět objeví ústřední dvojice Chris Pratt a Bryce Dallas Howardová. Své postavy si zopakují také Sam Neill, Laura Dernová a Jeff Goldblum. Justice Smith, Daniella Pineda, Jake Johnson a Omar Sy si zopakují své role z předchozích dvou filmů. Mezi další herce patří Mamoudou Athie, DeWanda Wise, Dichen Lachman a Scott Haze. Campbell Scott bude ztvárňovat postavu Lewise Dodgsona z prvního filmu, kterého hrál původně Cameron Thor.
Trevorrow a Carmichael se scénáři věnovali od dubna 2018. Trevorrow uvedl, že film se zaměří na dinosaury, kteří byli prodáni a rozšířeni po celém světě po dražbě v předchozím filmu, což umožní i dalším lidem věnovat se tvorbě vlastních dinosaurů. Trevorrow uvedl, že film se bude odehrávat po celém světě a reagovat bude i na dinosaury, kteří byli vypuštěni do volné přírody na konci předchozího filmu. Režisér chce zobrazit svět, ve kterém je kontakt člověka s dinosaurem vysoce nepravděpodobný, ale možný, podobně jako je tomu s medvědy či žraloky. Některé scény a nápady týkající se integrace dinosaurů do světa byly ze scénáře předchozího filmu odstraněny, aby mohly být použity v tomto pokračování.
Natáčelo se v Kanadě, ve studiích Pinewood Studios a na Maltě. Natáčení bylo zahájeno v únoru 2020, kvůli pandemii covidu-19 ale muselo být zanedlouho přerušeno. K obnovení výroby došlo v červenci 2020. Natáčení skončilo o čtyři měsíce později.

### Jurský svět: Znovuzrození (2025)
Marshall v květnu 2020 řekl, že film Jurský svět: Nadvláda nebude posledním filmem této série, místo toho má být začátkem nové éry, ve které se lidé budou muset přizpůsobit dinosaurům na pevnině.
V lednu 2024 bylo oznámeno, že nový film je oficiálně připravován. Premiéra je stanovena na 2. červenec 2025. Režie se ujmul Gareth Edwards, scénář napsal David Koepp, výkonným producentem je Steven Spielberg. Mezi hlavní postavy se řadí Scarlett Johanssonová, Jonathan Bailey, Manuel Garcia-Rulfo, Rupert Friend, Mahershala Ali, Luna Blaise a David Iacono. Natáčení bylo zahájeno 13. června 2024 v Thajsku, točilo se také na Maltě a ve Spojeném královstí.

## Krátký film

### Battle at Big Rock (2019)
Battle at Big Rock je první hraný krátký film této franšízy. Osmiminutový film režíroval Colin Trevorrow. Ve filmu hrají André Holland, Natalie Martinez, Melody Hurd a Pierson Salvador.
Film se odehrává rok po událostech z 5. filmu. Ve filmu jde rodina na kemp ve fiktivním národním parku Big Rock v severní Kalifornii, přibližně 20 mil od místa, kde byli dinosauři vypuštěni do volné přírody. Film zachycuje první velké střetnutí lidí a dinosaurů.

## Romány

### Jurský park (1990)

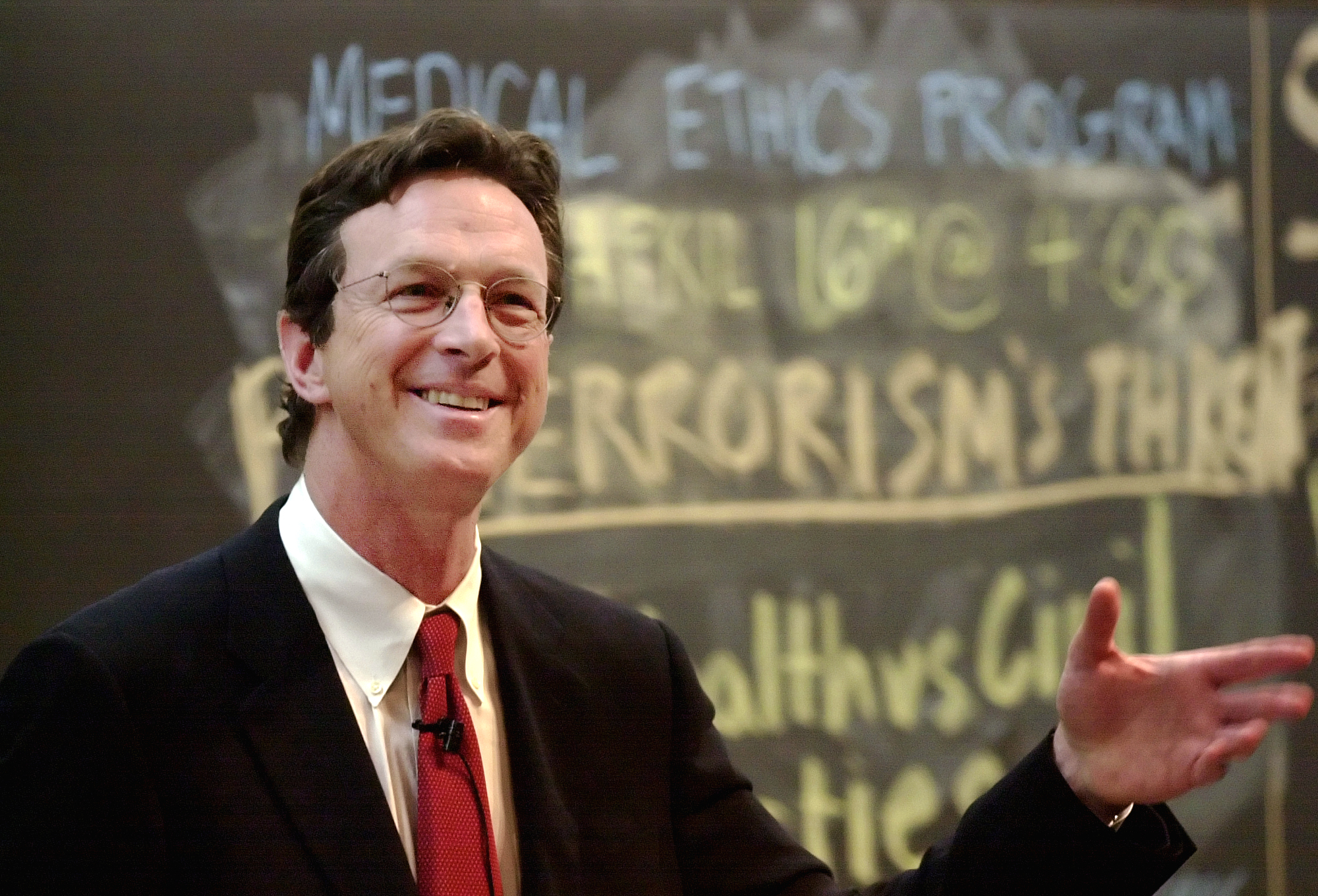
Michael Crichton, autor románů ze světa jurského parku

V roce 1983 Michael Crichton navrhl scénář o klonování pterosaura z fosilní DNA. Poté, co s touto myšlenkou chvíli pracoval, přišel s příběhem Jurského parku. Crichton na knize pracoval několik let, hlavní postavou měl být mladý chlapec. Odezva byla extrémně negativní, Crichton proto příběh přepsal tak, aby hlavní postavou byla dospělá osoba, výsledkem byla mnohem pozitivnější zpětná vazba.
Steven Spielberg se o románu dozvěděl v říjnu 1989, když s autorem diskutovali o jiném scénáři. O práva ke zfilmování knihy se následně ucházela studia Warner Bros, Columbia Pictures, 20th Century Fox a Universal Pictures. V květnu 1990 získala práva Universal s podporou Spielbergovy Amblin Entertainment. Crichton získal 1,5 milionu dolarů a také značné procento z hrubého zisku.

### Ztracený svět (1995)
Poté, co byla uvedena filmová adaptace Jurského parku, byl Crichton tlačen k sepsání pokračování románu. Crichton nabídky odmítal, dokud mu sám Spielberg neřekl, že by chtěl režírovat filmovou adaptaci pokračování, pokud by ji napsal. Crichton začal pracovat téměř okamžitě a v roce 1995 vydal Ztracený svět . Autor potvrdil, že použil některé prvky ze stejnojmenného románu od Arthura Conana Doyla. Kniha byla také mimořádným úspěchem. Filmová adaptace Ztracený svět: Jurský park se začala vyrábět v září 1996.

### Jurassic Park Adventures (2001–2002)
Scott Ciencin napsal trilogii spin-off románů podle Jurského parku 3. Série obsahovala díly Jurassic Park Adventures: Survivor a Jurassic Park Adventures: Prey, obě vydané v roce 2001, a Jurassic Park Adventures: Flyers, vydané následující rok.

### The Evolution of Claire (2018)
Tento román, který napsala Tess Sharpe, je založen na trilogii Jurského světa a byl vydán v roce 2018 spolu s vydáním Jurského světa: Zánik říše. Odehrává se v roce 2004 před otevřením zábavního parku Jurský svět. Hlavní postavou je studentka vysoké školy Claire Dearingová na její letní stáži v parku.

## Kritika
| Film                       | Rotten Tomatoes    | Metacritic        | CinemaScore |
| -------------------------- | ------------------ | ----------------- | ----------- |
| Jurský park                | 92 % (143 recenzí) | 68 (20 hodnocení) | A           |
| Ztracený svět: Jurský park | 53 % (83 recenzí)  | 59 (18 hodnocení) | B+          |
| Jurský park 3              | 49 % (188 recenzí) | 42 (30 hodnocení) | B−          |
| Jurský svět                | 71 % (360 recenzí) | 59 (49 hodnocení) | A           |
| Jurský svět: Zánik říše    | 46 % (433 recenzí) | 51 (59 hodnocení) | A−          |
| Jurský svět: Nadvláda      | 29 % (405 recenzí) | 38 (59 hodnocení) | A−          |

## Vědecká podloženost
Michael Crichton vycházel při psaní románu z některých vědeckých studií, dostupných v 80. letech 20. století (zejména George Poinar, Jr. a jeho kolegové) o možnostech izolování původních proteinů a DNA z těl pravěkých živočichů, obsažených v jantaru. Ačkoliv technologie značně pokročily a byly už objeveny i skutečné stopy po původních organických molekulách (např. u rodů Lufengosaurus, Hypacrosaurus a Caudipteryx), stále není myslitelné reálné klonování druhohorních dinosaurů.
Je také vědecky doloženo, že Tyrannosaurus rex měl dostatečně silný čelistní stisk na to, aby skutečně rozdrtil kapotu automobilu, tak jak je to v jedné scéně filmu patrné.